# 磷酸戊糖途径
磷酸戊糖途径（英語：Pentose phosphate pathway）也称为戊糖磷酸途径、五碳糖磷酸途径、磷酸戊糖旁路（对应于双磷酸己糖降解途径，即Embden-Meyerhof途径）。是一种葡萄糖代谢途径。这是一系列的酶促反应，可以因应不同的需求而产生多种产物，显示了该途径的灵活性。
葡萄糖会先生成强氧化性的5-磷酸核糖（Ribose-5-phosphate），后者经转换后可以参与糖酵解或者是核酸的生物合成。部分糖酵解和糖异生的酶会参与这一过程。反应场所是胞质溶胶。所有的中间产物均为磷酸酯。过程的调控是通过底物和产物浓度的变化实现的。

## 作用
该途径的主要作用是：
1. 产生NADPH作为还原当量，用于细胞内的还原生物合成反应（注意不是NADH，NADH参与呼吸链，而NADPH参与脂肪酸合成）。
2. 生成核糖 5-磷酸(R5P)，为核酸代谢做物质准备（用于核苷酸和核酸的合成）。
3. 产生用于合成芳香族氨基酸的赤藓糖 4-磷酸(E4P) 。
4. 代谢戊糖。

## 过程
磷酸戊糖途径可以分为氧化和非氧化两个部分。

### 氧化阶段
在此阶段，两个NADP +分子被还原为NADPH ，以利用6-磷酸葡萄糖转化为5-磷酸核酮糖所产生的能量。
整组反应可以总结如下：
| 反应物                      | 产物                            | 酶                   | 说明                                                                                              |
| 葡萄糖-6-磷酸 + NADP+       | → 6-磷酸葡萄糖酸-δ-内酯 + NADPH | 葡萄糖-6-磷酸脱氢酶  | 脱氢。位于葡萄糖-6-磷酸1号碳原子上的半缩醛羟基转变成羰基，生成一个内酯，并且在反应中生成了NADPH。 |
| 6-磷酸葡萄糖酸-δ-内酯 + H2O | → 6-磷酸葡萄糖酸 + H+           | 6-磷酸葡萄糖酸内酯酶 | 水解                                                                                              |
| 6-磷酸葡萄糖酸 + NADP+      | → 核酮糖5-磷酸 + NADPH + CO2    | 6-磷酸葡萄糖酸脱氢酶 | 氧化脱羧。NADP+是电子受体，生成一分子NADPH，一分子二氧化碳，和一分子核酮糖5-磷酸。                |

总反应：
葡萄糖-6-磷酸 + 2 NADP+ + H2O → 核酮糖-5-磷酸 + 2 NADPH + 2 H+ + CO2

### 非氧化阶段
其实是一系列的基团转移反应。在5-磷酸核酮糖的基础上可以通过一系列基团转移反应，将核糖转变成6-磷酸果糖和3-磷酸甘油醛而进入糖酵解途径。这需要有酶的帮助，比如转羟乙醛酶可以转移两个碳单位。而转二羟丙酮基酶则可转三个。
| 反应物                          | 产物                             | 酶                         |
| 5-磷酸核酮糖                    | →核糖 5-磷酸                     | 5-磷酸核糖异构酶           |
| 5-磷酸核酮糖                    | →木酮糖 5-磷酸                   | 核酮糖 5-磷酸 3-差向异构酶 |
| 木酮糖 5-磷酸+核糖 5-磷酸       | →甘油醛 3-磷酸+景天庚酮糖 7-磷酸 | 转酮醇酶                   |
| 景天庚酮糖 7-磷酸+甘油醛 3-磷酸 | →赤藓糖 4-磷酸+果糖 6-磷酸       | 转醛醇酶                   |
| 木酮糖 5-磷酸+赤藓糖 4-磷酸     | →甘油醛 3-磷酸+果糖 6-磷酸       | 转酮醇酶                   |

### 调节
虽然6-磷酸葡萄糖脱氢酶是磷酸戊糖途径的限速酶，但是磷酸戊糖途径的调节主要是通过底物和产物浓度的变化实现的。它是一“旁路”。当机体需要NADPH和磷酸核糖的时候，葡萄糖就会流入这一途径。特别是在脂肪酸和固醇合成发生的地方。

## 延伸阅读
- 生命经纬-磷酸戊糖途径 （页面存档备份，存于）
- 磷酸戊糖途径 (英文)

## 外部連結
- The chemical logic behind the pentose phosphate pathway （页面存档备份，存于）
- 醫學主題詞表（MeSH）：Pentose+Phosphate+Pathway
- Pentose phosphate pathway Map – Homo sapiens （页面存档备份，存于）